# Jan Kock

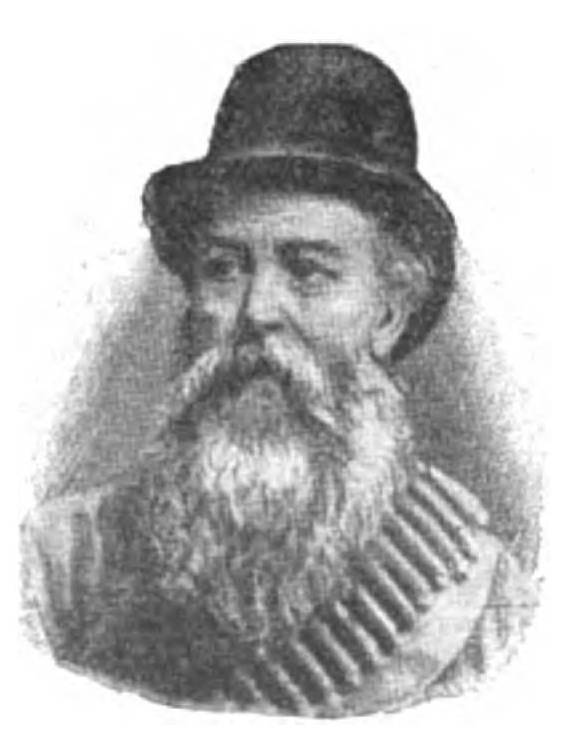
General Jan Kock (1899).

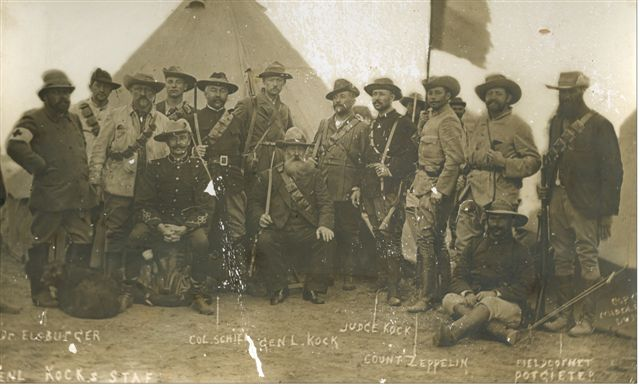
Jan Kok (Mitte, sitzend) mit seiner Einheit

Johannes Hermanus Michiel Kock (* 11. März 1835 in Graaff-Reinet; † 31. Oktober 1899 in Ladysmith) war ein burischer General und Mitarbeiter der Regierung der Südafrikanischen Republik.

## Leben
Jan Kock wurde 1835 im Graaff-Reinet-District, Südafrika, als ältestes Kind des Voortrekkers Commandant Johannes Hendricus Lambertus Kock (1813–1889) und dessen Ehefrau Elsje Magdalena Smit geboren. Seine Mutter war die Tante des Generals Nicolaas Jacobus Smit, Vizepräsident der Südafrikanischen Republik, und Schwägerin des Präsidenten Marthinus Wessel Pretorius. Die Familie lebte in Natal, bis das Gebiet 1843 von den Briten annektiert wurde und sie in den Oranje-Freistaat zogen. Jan Kock wurde als Zehnjähriger Zeuge der Schlacht bei Zwartkopjes (30. April 1845) und war bei Boomplaats (29. August 1848) dabei, wo sein Vater in Kriegsgefangenschaft geriet. Nach dessen Freilassung flohen beide nach Potchefstroom. Dort unterhielten sie eine eigene Farm („Witstinkhoutboom“), die Kock 1889 seinem Vater abkaufte. Er heiratete Catharina Christina Susanna Schoeman, die Tochter des Generalkommandanten Stephanus Schoeman, und bekam mit ihr sechs Kinder. Sein jüngster Sohn war der Richter Antonie F. Kock (1869–1948).
Kock begann seine Tätigkeit im Staatsdienst der Südafrikanischen Republik als „Heemraad“, 1873 wurde er Assessor und 1874 Landdrost von Potchefstroom. 1891 wurde er  Mitglied des Volksraads und von 1895 bis zu seinem Tod Protokollführer des Exekutivrats der Zuid-Afrikaansche Republiek. Er war ein einflussreicher Mitarbeiter Paul Krugers. Während des Jameson Raid gehörte er zu einer Regierungskommission, die am 1. Januar 1896 mit einer Abordnung des Reform Committee über Beschwerden der Uitlanders verhandelte. Dabei gelang es ihm, eine Liste aller Mitglieder des Reform Committee zu erhalten, die später als Grundlage für deren Verhaftung diente.
Als Anhänger der Niederländisch-reformierten Kirche vertrat Kock diese als Ältester in Potchefstroom. Er war wesentlich an der Auszahlung von staatlichen Gehältern an burische Geistliche in Natal beteiligt.
Während des Ersten Burenkriegs (1880/1881) kämpfte Kock als General bei Potchefstroom. Mit Beginn des Zweiten Burenkriegs 1899 erhielt er ein Truppenkommando in Nordnatal. Er fiel von Seekoeivlei über den Bothas Pass in Natal ein. Gemäß seiner Befehle hätte er während der Schlacht von Talana Hill den Biggarsberg Pass besetzen sollen, um das Eintreffen von Verstärkung aus Ladysmith und die Flucht britischer Truppen aus Dundee zu verhindern. Stattdessen besetzte er die schwer zu verteidigende Eisenbahnstation Elandslaagte. Bei der daraufhin stattfindenden Schlacht von Elandslaagte (21. Oktober 1899), welche die Briten gewannen, wurde er verwundet und starb wenige Tage später in Kriegsgefangenschaft. Sein Leichnam wurde an die Buren übergeben und am 2. November 1899 nach einem Militärbegräbnis auf dem alten Friedhof in Pretoria beigesetzt.